# Liste de peintures de John Constable
Cette page fournit une liste chronologique de peintures de John Constable (1776-1837)

## Fin des années de formation
| Image | Thème    | Titre | Date      | Technique                                          | Dimensions   | Lieu de Conservation                       | Référence        |
| ----- | -------- | --- | --------- | -------------------------------------------------- | ------------ | ------------------------------------------ | ---------------- |
|       | Paysage  | Vallée de Dedham                                                                                              | vers 1802 | huile sur toile                                    | 43 × 34 cm   | Victoria and Albert Museum, Londres        | Musée            |
|       | Portrait | La Famille Bridges                                                                                            | 1804      | huile sur toile                                    | 136 × 184 cm | Tate Britain, Londres                      | Musée            |
|       | Paysage  | Vue à Borrowdale                                                                                              | 1806      | aquarelle                                          | 18 × 38 cm   | Victoria and Albert Museum, Londres        | Musée            |
|       | Paysage  | Borrowdale : Soir après une belle journée 1er octobre 1806                                                    | 1806      | aquarelle sur mine de plomb sur papier vélin beige | 18 × 27 cm   | Centre d'art britannique de Yale New Haven | Musée            |
|       | Portrait | Tête de jeune fille vue de dos                                                                                | vers 1806 | huile sur toile                                    | 25 × 20 cm   | Collection privée                          | Dossier de l'art |
|       | Portrait | Tête de jeune fille probablement Mary Constable esquisse                                                      | vers 1806 | huile sur toile                                    | 31 × 30 cm   | Victoria and Albert Museum, Londres        | Musée            |
|       | Portrait | Abram Constable (1783-1862) le frère de l'artiste                                                             | vers 1806 | huile sur toile                                    | 76 × 63 cm   | Borough Council Museum, Ipswich            | Musée            |
|       | Portrait | Jane Anne Inglis, née Mason                                                                                   | vers 1808 | huile sur toile                                    | 77 × 64 cm   | Government Art Collection                  | Art UK           |
|       | Paysage  | Golding Constable's House, East Bergholt, lieu de naissance de l'artiste ou Paysage d'automne à East Bergholt | vers 1809 | huile sur toile                                    | 15 × 25 cm   | Centre d'art britannique de Yale New Haven | Musée            |
|       | Paysage  | Église à East Bergholt                                                                                        | 1809      | Huile sur papier collé sur panneau                 | 10 × 16 cm   | Centre d'art britannique de Yale New Haven | Musée            |
|       | Paysage  | Vue à Epsom                                                                                                   | 1809      | Huile sur panneau                                  | 30 × 36 cm   | Tate Britain, Londres                      | Musée            |
|       | Paysage  | Malvern Hall, Warwickshire                                                                                    | 1809      | Huile sur toile                                    | 51 × 77 cm   | Tate Britain, Londres                      | Musée            |
|       | Paysage  | Paysage avec cottages                                                                                         | 1809-1810 | Huile sur toile                                    | 15 × 29 cm   | Art Institute of Chicago                   | Musée            |

## Les Premières grandes compositions
| Image | Thème    | Titre                                                                                      | Date      | Technique                           | Dimensions   | Lieu de Conservation                       | Référence        |
| ----- | -------- | ------------------------------------------------------------------------------------------ | --------- | ----------------------------------- | ------------ | ------------------------------------------ | ---------------- |
|       | Paysage  | Willy Lott's House, près de Flatford Mill ou Chaumière au bord d'un chemin à East Bergholt | 1810-1815 | huile sur papier                    | 24 × 18 cm   | Victoria and Albert Museum, Londres        | Musée            |
|       | Paysage  | La Maison de Golding Constable à East Bergholt                                             | vers 1811 | huile sur carton posée sur panneau  | 18 × 50 cm   | Victoria and Albert Museum, Londres        | Musée            |
|       | Paysage  | Chariot sur un chemin à Flatford                                                           | 1811      | huile sur papier marouflé sur toile | 15 × 21 cm   | Victoria and Albert Museum, Londres        | Musée            |
|       | Paysage  | Un berger dans un paysage regardant au dessus de la vallée de Dedham vers Langham          | 1811      | huile sur papier marouflé sur toile | 15 × 29 cm   | Centre d'art britannique de Yale New Haven | Musée            |
|       | Paysage  | Dedham vu de Langham                                                                       | vers 1813 | Huile sur toile                     | 137 × 190 cm | Tate Britain Londres                       | Musée            |
|       | Paysage  | Le Moulin de Flatford vu de l'écluse sur la Stour                                          | vers 1811 | Huile sur toile                     | 25 × 30 cm   | Victoria and Albert Museum, Londres        |                  |
|       | Paysage  | Paysage avec un double arc-en-ciel                                                         | 1812      | huile sur papier                    | 34 × 38 cm   | Victoria and Albert Museum, Londres        | Musée            |
|       | Paysage  | East Bergholt                                                                              | vers 1813 | huile sur panneau                   | 32 × 47 cm   | Centre d'art britannique de Yale New Haven | Musée            |
|       | Paysage  | Le Champ de blé                                                                            | vers 1813 | huile sur toile                     | 55 × 78 cm   | Clark Art Institute, Williamstown          | Musée            |
|       | Paysage  | Église et village de Brightwell                                                            | 1815      | huile sur bois                      | 15 × 23 cm   | Tate Britain, Londres                      | Musée            |
|       | Paysage  | La Vallée de la Stour et l'église de Dedham                                                | vers 1815 | huile sur toile                     | 56 × 78 cm   | Musée des Beaux-Arts de Boston             | Musée            |
|       | Portrait | Golding Constable                                                                          | vers 1815 | huile sur toile                     | 76 × 63 cm   | Borough Council Museum, Ipswich            | Dossier de l'art |
|       | Paysage  | Le Jardin d'agrément de Golding Constable                                                  | vers 1815 | huile sur toile                     | 33 × 51 cm   | Borough Council Museum, Ipswich            | Musée            |
|       | Paysage  | Le Jardin potager de Golding Constable                                                     | vers 1815 | huile sur toile                     | 33 × 51 cm   | Borough Council Museum, Ipswich            | Musée            |
|       | Paysage  | Construction d'un bateau près du Moulin de Flatford                                        | 1815      | huile sur toile                     | 50 × 61 cm   | Victoria and Albert Museum, Londres        | Musée            |
|       | Paysage  | Wivenhoe Park, Essex                                                                       | 1816      | huile sur toile                     | 56 × 101 cm  | National Gallery, Washington               | Musée            |
|       | Portrait | Maria Bicknell, Mrs John Constable                                                         | 1816      | huile sur toile                     | 30 × 25 cm   | Tate Britain, Londres                      | Musée            |
|       | Portrait | Portrait du Révérend John Fisher                                                           | 1816      | huile sur toile                     | 36 × 30 cm   | Fitzwilliam Museum, Cambridge              | Musée            |
|       | Portrait | Mrs Mary Fisher                                                                            | vers 1816 | huile sur toile                     | 36 × 30 cm   | Fitzwilliam Museum, Cambridge              | Musée            |
|       | Paysage  | Le Village d'Osmington                                                                     | 1816-1817 | huile sur toile                     | 26 × 30 cm   | Centre d'art britannique de Yale New Haven | Musée            |
|       | Paysage  | La Baie de Weymouth                                                                        | 1816      | huile sur toile                     | 20 × 25 cm   | Victoria and Albert Museum, Londres        | Musée            |
|       | Paysage  | La Baie de Weymouth : Bowleaze Cove et Jordon Hill                                         | 1816-1817 | huile sur toile                     | 53 × 75 cm   | National Gallery, Londres                  | Musée            |
|       | Paysage  | Le Moulin de Flatford (Scène sur une rivière navigable)                                    | 1816-1817 | huile sur toile                     | 102 × 127 cm | Tate Britain, Londres                      | Musée            |

## A Londres
| Image | Thème    | Titre                                                                           | Date           | Technique                                        | Dimensions   | Lieu de Conservation                       | Référence            |
| ----- | -------- | ------------------------------------------------------------------------------- | -------------- | ------------------------------------------------ | ------------ | ------------------------------------------ | -------------------- |
|       | Paysage  | Un Cottage dans un champ de blé                                                 | 1817           | huile sur toile                                  | 31 × 26 cm   | Musée National de Cardiff                  | Musée                |
|       | Paysage  | Le Cottage dans un champ de blé                                                 | 1817-1833      | huile sur papier                                 | 62 × 51 cm   | Victoria and Albert Museum, Londres        | Musée                |
|       | Portrait | Mrs Tuder                                                                       | vers 1818      | huile sur toile                                  | 73 × 61 cm   | Cannon Hall Museum, Barnsley               | Art UK               |
|       | Portrait | Anne and Mary Constable: les sœurs de l'artiste                                 | 1818           | huile sur toile                                  | 39 × 30 cm   | Huntington Museum of Art                   | Musée                |
|       | Portrait | Mrs. James Pulham Sr. (Frances Amys, ca. 1766–1856)                             | 1818           | huile sur toile                                  | 76 × 63 cm   | Metropolitan Museum of Art New York        | Musée                |
|       | Paysage  | La Baie de Weymouth à l'approche de l'orage                                     | 1818-1819      | huile sur toile                                  | 88 × 112 cm  | Musée du Louvre, Paris                     | Notice du Musée      |
|       | Paysage  | La Terrasse de Somerset House vue du pont de Waterloo                           | vers 1819      | huile sur panneau                                | 16 × 19 cm   | Centre d'art britannique de Yale New Haven | Musée                |
|       | Paysage  | Le Cheval blanc                                                                 | 1819           | huile sur toile                                  | 131 × 188 cm | Frick Collection, New York                 | Musée                |
|       | Paysage  | Moulin de Stratford                                                             | 1820           | huile sur toile                                  | 127 × 183 cm | National Gallery, Londres                  | Musée                |
|       | Paysage  | Cathédrale de Salisbury et Leadenhall vus de la rivière Avon                    | 1820           | huile sur toile                                  | 53 × 77 cm   | National Gallery, Londres                  | Musée                |
|       | Paysage  | Cathédrale de Salisbury depuis le sud-ouest (Esquisse)                          | vers 1820      | huile sur toile                                  | 25 × 30 cm   | Victoria and Albert Museum, Londres        | Musée                |
|       | Paysage  | Cathédrale de Salisbury vue du marais bas                                       | vers 1820      | huile sur toile                                  | 73 × 91 cm   | National Gallery of Art, Washington        | Musée                |
|       | Paysage  | Prairies marécageuses près de Salisbury                                         | 1820-1829      | huile sur toile                                  | 46 × 55 cm   | Victoria and Albert Museum, Londres        | Musée                |
|       | Paysage  | Vue de Salisbury                                                                | 1820-1829      | huile sur toile                                  | 35 × 51 cm   | Musée du Louvre, Paris                     | Base Joconde         |
|       | Paysage  | L'Écluse de Dedham                                                              | vers 1820      | huile sur papier marouflé sur bois               | 165 × 254 cm | Tate Britain, Londres                      | Musée                |
|       | Paysage  | Malvern Hall                                                                    | 1821           | huile sur toile                                  | 53 × 78 cm   | Musée de Tessé, Le Mans                    | Base Joconde         |
|       | Paysage  | Écluse et moulin de Dedham                                                      | vers 1821      | huile sur toile                                  | 18 × 25 cm   | Victoria and Albert Museum, Londres        | Musée                |
|       | Paysage  | Étude du tronc d'un orme                                                        | 1821           | huile sur papier                                 | 31 × 25 cm   | Victoria and Albert Museum, Londres        | Musée                |
|       | Paysage  | Étude à grande échelle de La Charette de foin                                   | vers 1816      | huile sur papier                                 | 137 × 178 cm | Victoria and Albert Museum, Londres        | Musée                |
|       | Paysage  | La Charrette de foin                                                            | 1821           | huile sur toile                                  | 130 × 185 cm | National Gallery, Londres                  | Musée                |
|       | Paysage  | Arbres à Hampstead Heath Le Chemin de l'église                                  | 1821           | huile sur toile                                  | 91 × 73 cm   | Victoria and Albert Museum, Londres        | Musée                |
|       | Paysage  | Un banc de sable à Hampstead Heath                                              | 1821           | huile sur papier                                 | 25 × 30 cm   | Victoria and Albert Museum, Londres        | Musée                |
|       | Paysage  | Paysage à Hampstead Heath arbre et nuages orageux                               | vers 1821      | huile sur papier marouflé sur carton             | 20 × 27 cm   | Centre d'art britannique de Yale New Haven | Musée                |
|       | Paysage  | Étude de nuages et d'arbres                                                     | vers 1821      | huile sur papier marouflé sur panneau            | 17 × 30 cm   | Centre d'art britannique de Yale New Haven | Musée                |
|       | Paysage  | Étude de nuages avec oiseaux                                                    | 1821           | huile sur papier marouflé sur panneau            | 25 × 30 cm   | Centre d'art britannique de Yale New Haven | Musée                |
|       | Paysage  | Étude de nuages : Horizon des arbres                                            | 1821           | huile sur papier marouflé sur panneau fond rouge | 26 × 30 cm   | Royal Academy of Arts, Londres             | Musée                |
|       | Paysage  | Étude de nuage, Hampstead, arbre à droite                                       | 1821           | huile sur papier marouflé sur panneau fond rouge | 24 × 30 cm   | Royal Academy of Arts, Londres             | Musée                |
|       | Paysage  | Paysage avec des nuages arbres et maison                                        | 1820-1822      | huile sur papier marouflé sur panneau            | 47 × 57 cm   | New Art Gallery, Walsall                   | Musée                |
|       | Paysage  | Vue sur la Stour près de Dedham croquis grandeur nature                         | 1821-1822      | huile sur toile                                  | 129 × 185 cm | Collection privée Vente Christie's 2016    | Catalogue Christie's |
|       | Paysage  | Vue sur la Stour près de Dedham                                                 | 1822           | huile sur toile                                  | 129 × 188 cm | Huntington Museum of Art                   | Musée                |
|       | Paysage  | Hampstead : coucher de soleil, temps orageux                                    | 1822           | huile sur papier                                 | 16 × 30 cm   | Victoria and Albert Museum, Londres        | Musée                |
|       | Paysage  | Vue de loin de la Grove House, Hampstead Heath                                  | 1822           | huile sur papier                                 | 31 × 26 cm   | Royal Academy, Londres                     | Musée                |
|       | Paysage  | Vue d'Hampstead avec Harrow au loin                                             | 1822           | huile sur papier monté sur toile                 | 29 × 50 cm   | Fine Arts Museum of San Francisco          | Musée                |
|       | Paysage  | Étude de nuages Cirrus                                                          | vers 1822      | huile sur papier                                 | 11 × 18 cm   | Victoria and Albert Museum, Londres        | Musée                |
|       | Paysage  | Cathédrale de Salisbury depuis le terrain de l'évêque                           | 1823           | huile sur toile                                  | 88 × 112 cm  | Victoria and Albert Museum, Londres        | Art UK               |
|       | Paysage  | Helmingham Dell, Valon dans le parc esquisse                                    | vers 1823      | huile sur toile                                  | 103 × 129 cm | Musée du Louvre, Paris                     | Base Joconde         |
|       | Paysage  | Vallon à Helmingham Park esquisse                                               | vers 1825-1826 | huile sur toile                                  | 71 × 91 cm   | Philadelphia Museum of Art                 | Musée                |
|       | Paysage  | Le Vallon à Helmingham park esquisse                                            | 1830           | huile sur toile                                  | 113 × 131 cm | Nelson-Atkins Museum of Art, Kansas        | Musée                |
|       | Paysage  | Plage de Brighton                                                               | vers 1824      | aquarelle et mine de plomb                       | 8 × 10 cm    | Musée du Louvre, Paris                     | Rmn                  |
|       | Paysage  | Plage de Brighton, avec des navires charbonniers                                | 1824           | huile sur papier                                 | 15 × 25 cm   | Victoria and Albert Museum, Londres        | Musée                |
|       | Paysage  | La Plage de Brighton, avec bateau de pêche et équipage                          | 1824           | huile sur papier                                 | 24 × 30 cm   | Victoria and Albert Museum, Londres        | Musée                |
|       | Paysage  | L'Écluse                                                                        | 1824           | huile sur toile                                  | 142 × 121 cm | Collection privée Vente Christie's 2012    | Catalogue Christie's |
|       | Paysage  | Plage de Brighton esquisse                                                      | 1824           | huile sur papier                                 | 12 × 30 cm   | Victoria and Albert Museum, Londres        | Musée                |
|       | Paysage  | Étude de bord de mer avec un orage                                              | 1824-1828      | huile sur papier marouflé sur toile              | 22 × 31 cm   | Royal Academy of Arts, Londres             | Musée                |
|       | Portrait | Mrs Constable dans son jardin                                                   | 1824-1828      |                                                  |              | Archives Philips                           | Dossier de l'art     |
|       | Paysage  | Le Cheval bondissant esquisse                                                   | 1824-1825      | huile sur toile                                  | 129 × 188 cm | Victoria and Albert Museum, Londres        | Musée                |
|       | Paysage  | Le Cheval bondissant                                                            | 1825           | huile sur toile                                  | 142 × 187 cm | Royal Academy of Arts, Londres             | Musée                |
|       | Paysage  | L'Etang de Branch Hill Pond, Hampstead Heath, avec un garçon assis sur un talus | vers 1825      | huile sur papier                                 | 53 × 76 cm   | Tate Britain, Londres                      | Musée                |
|       | Paysage  | Cathédrale de Salisbury depuis le terrain de l'évêque                           | vers 1825      | huile sur toile                                  | 88 × 112 cm  | Metropolitan Museum de New York            | Musée                |
|       | Paysage  | Le Champ de blé                                                                 | 1826           | huile sur toile                                  | 143 × 121 cm | National Gallery, Londres                  | Musée                |
|       | Paysage  | Parham Mill, Gillingham                                                         | vers 1826      | huile sur toile                                  | 52 × 60 cm   | Centre d'art britannique de Yale New Haven | Musée                |
|       | Portrait | Mrs Elisabeth Lea et ses trois enfants                                          | 1825-1826      | huile sur toile                                  | 65 × 50 cm   | Collection David Thompson                  | Dossier de l'Art     |
|       | Paysage  | La Cathédrale de Salisbury vue du terrain de l'évêque                           | 1826           | huile sur toile                                  | 89 × 112 cm  | Frick Collection, New York                 | Musée                |
|       | Paysage  | Jetée de la chaîne, Brighton                                                    | 1826-1827      | huile sur toile                                  | 126 × 182 cm | Tate Britain, Londres                      | Musée                |

## Le Temps de la mélancolie
| Image | Thème    | Titre | Date      | Technique                        | Dimensions     | Lieu de Conservation                              | Référence |
| ----- | -------- | --- | --------- | -------------------------------- | -------------- | ------------------------------------------------- | --------- |
|       | Paysage  | Le Château de Hadleighh Esquisse                                                                                               | 1828-1829 | huile sur toile                  | 123 × 167 cm   | Tate Britain, Londres                             | Musée     |
|       | Paysage  | La Vallée de Dedham | 1828      | huile sur toile                  | 144 × 122 cm   | National Gallery of Scotland                      | Musée     |
|       | Paysage  | Scène côtière à Brighton : soir ou La Baie de Shoredan                                                                         | 1828      | huile sur papier                 | 20 × 25 cm     | Victoria and Albert Museum, Londres               | Musée     |
|       | Paysage  | Mer orageuse, Brighton | vers 1828 | huile sur papier monté sur toile | 16 × 27 cm     | Yale Center for British Art, New Haven            | Musée     |
|       | Paysage  | Vieux Sarum | vers 1829 | huile sur carte fine             | 14 × 21 cm     | Victoria and Albert Museum, Londres               | Musée     |
|       | Portrait | Thomas Simcox Lea | 1829-1830 | huile sur toile                  | 65 × 52 cm     | Collection David Thompson                         | [ 1 ]     |
|       | Paysage  | La Ferme Glebe | vers 1830 | huile sur toile                  | 64,8 × 95,6 cm | Tate Britain, Londres                             | Musée     |
|       | Paysage  | Londres, de Hampstead Heath dans une tempête avec un double arc-en-ciel vu sous des masses de nuages violets étude             | 1831      | aquarelle, sur papier gris       | 20 × 32 cm     | British Museum, Londres                           | Musée     |
|       | Paysage  | L'Ouverture du pont de Waterloo («Whitehall Stairs, 18 juin 1817») Croquis demi-format                                         | 1829-1831 | huile sur toile                  | 61 × 99 cm     | Yale Center for British Art, New Haven            | Musée     |
|       | Paysage  | L'Ouverture du pont de Waterloo                                                                                                | 1832      | huile sur toile                  | 131 × 218 cm   | Tate Britain, Londres                             | Musée     |
|       | Paysage  | Cottage à East Bergholt | 1833      | huile sur toile                  | 87 × 112 cm    | Lady Lever Art Gallery, Port Sunlight, Merseyside |           |
|       | Paysage  | Vue d'Hampstead, en direction de Londres                                                                                       | 1833      | aquarelle                        | 11 × 19 cm     | Victoria and Albert Museum, Londres               | Musée     |
|       | Paysage  | Cénotaphe à la mémoire de Sir Joshua Reynolds érigé dans le parc de Coleorton Hall, Leicestershire par feu Sir George Beaumont | 1833-1836 | huile sur toile                  | 132 × 108 cm   | National Gallery, Londres                         | Musée     |
|       | Paysage  | Stonehenge | 1835      | aquarelle                        | 39 × 60 cm     | Victoria and Albert Museum, Londres               | Musée     |
|       | Paysage  | La Ferme de la vallée | 1835      | huile sur toile                  | 147 × 125 cm   | Tate Britain, Londres                             | Musée     |
|       | Paysage  | Hampstead Heath avec un arc-en-ciel                                                                                            | 1836      | huile sur toile                  | 51 × 76 cm     | Tate Britain, Londres                             | Musée     |

## Date non documentée
| Image | Thème   | Titre                                                                                  | Date | Technique                 | Dimensions   | Lieu de Conservation   | Référence |
| ----- | ------- | -------------------------------------------------------------------------------------- | ---- | ------------------------- | ------------ | ---------------------- | --------- |
|       | Paysage | Gros nuages blancs et gris dans le ciel étude                                          |      | aquarelle et pierre noire |              | Musée du Louvre, Paris | Rmn       |
|       | Paysage | Vue de Hampstead Heath effet d'orage ou L'Etang de Branch Hill à Hampstead Heath étude |      | huile sur toile           | 260 × 360 cm | Musée du Louvre, Paris | Rmn       |
|       | Paysage | Ciel d'orage à Hampstead Heath                                                         |      | huile sur toile           | 210 × 320 cm | Musée Bonnat, Bayonne  | Rmn       |